# Eurocon 2000
Eurocon 2000, acronim pentru Convenția europeană de science fiction din 2000, a avut loc la Gdansk în  Polonia, pentru a treia oară în această țară.